# KCNK16
KCNK16 (англ. Potassium two pore domain channel subfamily K member 16) – білок, який кодується однойменним геном, розташованим у людей на короткому плечі 6-ї хромосоми. Довжина поліпептидного ланцюга білка становить 309 амінокислот, а молекулярна маса — 34 153.
| 10         |  | 20         |  | 30         |  | 40         |  | 50         |
| ---------- |  | ---------- |  | ---------- |  | ---------- |  | ---------- |
| MPSAGLCSCW |  | GGRVLPLLLA |  | YVCYLLLGAT |  | IFQLLERQAE |  | AQSRDQFQLE |
| KLRFLENYTC |  | LDQWAMEQFV |  | QVIMEAWVKG |  | VNPKGNSTNP |  | SNWDFGSSFF |
| FAGTVVTTIG |  | YGNLAPSTEA |  | GQVFCVFYAL |  | LGIPLNVIFL |  | NHLGTGLRAH |
| LAAIERWEDR |  | PRRSQVLQVL |  | GLALFLTLGT |  | LVILIFPPMV |  | FSHVEGWSFS |
| EGFYFAFITL |  | STIGFGDYVV |  | GTDPSKHYIS |  | VYRSLAAIWI |  | LLGLAWLALI |
| LPLGPLLLHR |  | CCQLWLLSLR |  | QGCGAKAAPG |  | RRPRRGSTAA |  | RGVQVTPQDF |
| PISKKGLGS  |  |            |  |            |  |            |  |            |

A: Аланін

C: Цистеїн

D: Аспарагінова кислота

E: Глутамінова кислота

F: Фенілаланін

G: Гліцин

H: Гістидин

I: Ізолейцин

K: Лізин

L: Лейцин

M: Метіонін

N: Аспарагін

P: Пролін

Q: Глутамін

R: Аргінін

S: Серин

T: Треонін

V: Валін

W: Триптофан

Кодований геном білок за функціями належить до іонних каналів, потенціалзалежних каналів. 
Задіяний у таких біологічних процесах, як транспорт іонів, транспорт, транспорт калію, альтернативний сплайсинг. 
Білок має сайт для зв'язування з калію. 
Локалізований у мембрані.